# Jan Krystian Grecz
Jan Krystian Grecz (Gretsch, Groetsch, Gretz) herbu własnego (ur. ok. 1721 – zm. 20 grudnia 1794 w Warszawie) – generał audytor wojsk koronnych w latach 1768–1794, oberaudytor Gwardii Pieszej Koronnej z rangą pułkownika od 1750 roku, audytor w wojsku koronnym w latach 1765–1768, audytor w Korpusie Kadetów. Uczestnik insurekcji kościuszkowskiej, nobilitowany w 1775 roku.